# D’elles
D’elles – 23. francuskojęzyczny album Céline Dion. Płyta została wydana 18 maja 2007 roku w wybranych europejskich krajach (Austria, Belgia, Szwajcaria). 21 maja album ukazał się we Francji oraz w Polsce, dzień później w Kanadzie. 1 czerwca został także wydany w Niemczech i we Włoszech, natomiast 4 czerwca w Wielkiej Brytanii.
D’elles jest albumem koncepcyjnym, skierowanym przede wszystkim do kobiet. Wszystkie teksty piosenek znajdujące się na wydawnictwie zostały napisane przez autorki pochodzące z Francji: Ninę Bouraoui, Françoise Dorin, Nathalie Nechtschein, Christine Orban, George Sand, oraz z kanadyjskiej prowincji Quebec: Jovette Alice Bernier, Janette Bertrand, Denise Bombardier, Marie Laberge, Lise Payette. Od strony muzycznej projekt został wsparty m.in. przez Jacques’a Veneruso, Davida Gategno czy Ericka Benzi, a całość została zaaranżowana i wyprodukowana przez stałego współpracownika Céline – Jeana-Jacques’a Goldmana.
Siedem z trzynastu planowanych na płytę piosenek zostało nagranych 20 i 21 grudnia 2006 roku w Piccolo Studio w Montrealu. Wolniejszą wersję utworu A Cause zatytułowaną On S'est Aimé à Cause nagrano na początku lutego 2007 w Nowym Jorku. Utwór La Diva zawierający fragment kompozycji Marii Callas z 1956 roku został nagrany także w języku włoskim i angielskim, jednak wersje te nie zostały wydane.

## Wersje albumu
- CD – wersja standardowa
- CD+DVD – wersja poszerzona o materiał filmowy o powstawaniu płyty zatytułowany Céline parle d'elle(s) oraz książeczkę zawierającą teksty piosenek z płyty dodatkowo opatrzone komentarzem Céline
- CD+DVD collector's box – wersja limitowana, do edycji poszerzonej zostały dodane jeszcze dodatkowo 4 pocztówki oraz mini booklet ze zdjęciami nawiązującymi do poligrafii płyty

## Lista utworów
| #   | Tytuł | Autorzy                         | Czas trwania |
| --- | --- | ------------------------------- | ------------ |
| 1.  | Et s'il n'en restait qu'une (je serais celle-là) (And If There Were Only One Woman Left (I Would Be That One)) | F. Dorin, D. Gategno            | 3:32         |
| 2.  | Immensité (Vastness)                                                                                           | N. Bouraoui, J. Veneruso        | 3:34         |
| 3.  | A Cause (Because)                                                                                              | F. Dorin, J. Veneruso           | 3:14         |
| 4.  | Je cherche l'ombre (I'm Looking for the Shade)                                                                 | L. Payette, J. Veneruso         | 3:12         |
| 5.  | Les paradis (The Paradises)                                                                                    | N. Bouraoui, G. Arzel           | 3:56         |
| 6.  | La diva (The Diva)                                                                                             | D. Bombardier, E. Benzi         | 4:23         |
| 7.  | Femme comme chacune (Lady Like the Others)                                                                     | J. A. Bernier, E. Benzi         | 3:39         |
| 8.  | Si j’étais quelqu’un (If I Was Someone)                                                                        | N. Nechtschein, E. Benzi        | 3:57         |
| 9.  | Je ne suis pas celle (I'm Not That One)                                                                        | C. Orban, D. Gategno            | 4:12         |
| 10. | Le temps qui compte (The Time That Counts)                                                                     | M. Laberge, J. Veneruso         | 2:54         |
| 11. | Lettre de George Sand à Alfred de Musset (Letter from George Sand to Alfred de Musset)                         | G. Sand, E. Benzi               | 4:31         |
| 12. | On S'est Aimé à Cause (We've Loved Each Other Because)                                                         | F. Dorin, M. Dupré, J. F. Breau | 4:04         |
| 13. | Berceuse (Lullaby)                                                                                             | J. Bertrand, D. Gategno         | 2:39         |
| DVD | |                                 |              |
| 1.  | Céline parle d'elle(s) (Céline Talks About Them)                                                               | C. Mathieu                      | 24:00        |

## Single
Jedynym komercyjnym singlem pochodzącym z albumu który został wydany na CD był utwór Et s'il n'en restait qu'une (je serais celle-là). Piosenka zadebiutowała na pierwszym miejscu francuskiej listy singlowej i stała się tam najdłużej przebywającym singlem Dion w zestawieniu stu najlepiej sprzedających się singli w tym wieku. Kolejne utwory zostały wydane tylko jako single radiowe w poszczególnych krajach; Immensité (Francja, Quebec), Le temps qui compte (Polska), On S'est Aimé à Cause (Quebec) i A Cause (Francja).

## Sprzedaż i listy przebojów
D’elles zadebiutował na pierwszym miejscu kanadyjskiej listy najlepiej sprzedających się albumów z rekordowym wynikiem 72,200 egzemplarzy. Już w pierwszym tygodniu został certyfikowany w Kanadzie jako podwójnie platynowy (za nakład 200,000 egz.). Płyta zadebiutowała także na pierwszym miejscu we Francji ze sprzedażą 55,244 egzemplarzy oraz w walońskiej części Belgii gdzie została certyfikowana jako złota za 25,000 kopii nakładu. We Francji do tej pory sprzedano blisko 280,000 egzemplarzy albumu. Między innymi przez słabą sprzedaż w kolejnych tygodniach od debiutu, wytwórnia nie zdecydowała się na wydanie kolejnych singli komercyjnych. Do tej pory na całym świecie sprzedano około 700,000 egzemplarzy płyty.